# Molí de la Riera de Cervelló
El Molí de la Riera de Cervelló és un molí del municipi de Cervelló (Baix Llobregat) que forma part de l'Inventari del Patrimoni Arquitectònic de Catalunya.

## Descripció
És un edifici de gran dimensions a prop de la urbanització Can Guitart Vell, arran de la riera de Cervelló. Està orientat a ponent i es compon de planta baixa i dos pisos i coberta a doble vessant. Les diferents façanes es componen per grans finestrals, quatre finestres per pis a la façana principal i sis a les laterals, excepte a la planta baixa que té quatre. L'edifici és construït amb pedra rogenca del terme i l'arc rebaixat de la porta i els finestrals són de maó.

## Història
A Cervelló, al segle xviii, s'hi muntà un molí paperer arran de la riera de Cervelló que se servia de l'aigua d'aquesta. Segons un document de l'any 1761, el propietari era Frances Ferrés. Altre document del 4 d'octubre de 1875, diu que aquest molí pertanyia a la finca de la Torre Vileta i produïa paper d'estrassa i embalatge; també hi consta que al molí hi havia habitacions per als treballadors. A principis del segle XX encara s'hi fabricava paper d'estrassa.